# Чиклова Монтана
Чиклова Монтана (рум. Ciclova Montană) насеље је у Румунији у жупанији Караш-Северин у граду Оравица. Oпштина се налази на надморској висини од 280 m.

## Становништво
Према подацима из 2002. године у насељу је живело 636 становника.

### Попис2002.
| Расподела становништва по националности 2002.‍ | Расподела становништва по националности 2002.‍ | Расподела становништва по националности 2002.‍ | Расподела становништва по националности 2002.‍ | Расподела становништва по националности 2002.‍ |
| --------------------------------------------- | --------------------------------------------- | --------------------------------------------- | --------------------------------------------- | --------------------------------------------- |
|                                               |                                               |                                               |                                               |                                               |
| Румуни                                        | Румуни                                        |                                               | 622                                           | 98,7%                                         |
| Немци                                         | Немци                                         |                                               | 8                                             | 1,3%                                          |

### Попис1910.
| Чиклова Монтана                                                                                                 | Чиклова Монтана |
| --- | --- |
| језик | вера |
| укупно: 2.001 Румунски 1.876 (93,75%) Немачки 101 (5,04%) Мађарски 15 (0,74%) Српски 6 (0,29%) остали 3 (0,14%) | <div style="border:solid transparent;position:absolute;width:100px;line-height:0; укупно: 2.001 Православци 1.883 (94,10%) Римокатолици 115 (5,74%) Јевреји 2 (0,09%) Гркокатолици 1 (0,04%) - (-%) |